# Katarina Magnusdotter (Bjälboätten)
Katarina Magnusdotter var en kunglig släkting, förmodad dotter, till den svenske prins Magnus Birgersson (1300–1320). Hon var gift före 1347 med kammarmästare Ingemar Ragvaldsson.

## Barn
1. Kristina, gift med Amund Hatt (kvadrerad sköld)
2. Dotter med okänt namn, gift med riddare Magnus Loghasson (schackrutad balk)